# Alina Panainte
Alina Andreea Panainte (* 7. November 1988) ist eine ehemalige rumänische Leichtathletin, die sich auf den Sprint spezialisiert hat. Ihren größten Erfolg feierte sie mit dem Gewinn der Bronzemedaille mit der rumänischen 4-mal-400-Meter-Staffel bei den Hallenweltmeisterschaften 2012.

## Sportliche Laufbahn
Erste internationale Erfahrungen sammelte Alina Panainte im Jahr 2011, als sie bei den Leichtathletik-Balkan-Meisterschaften in Sliwen in 11,6 s die Bronzemedaille im 100-Meter-Lauf gewann und über 400 m in 56,82 s den vierten Platz belegte. Zudem siegte sie mit der rumänischen 4-mal-400-Meter-Staffel in 3:42,27 min und gewann mit der 4-mal-100-Meter-Staffel in 46,29 s die Bronzemedaille. Im Jahr darauf gewann sie bei den Leichtathletik-Balkan-Hallenmeisterschaften in Istanbul in 46,95 s die Bronzemedaille im 400-Meter-Lauf und kurz darauf sicherte sie sich bei den Hallenweltmeisterschaften ebendort in 3:33,41 min gemeinsam mit Angela Moroșanu, Adelina Pastor und Mirela Lavric die Bronzemedaille in der 4-mal-400-Meter-Staffel hinter den Teams aus dem Vereinigten Königreich und den Vereinigten Staaten, nachdem der ursprüngliche drittplatzierten Mannschaft aus Russland die Bronzemedaille wegen eines Dopingverstoßes aberkannt worden war. Ende Juni verhalf sie dem rumänischen Team bei den Europameisterschaften in Helsinki zum Finaleinzug und siegte anschließend in 24,10 s im 200-Meter-Lauf bei den Balkan-Meisterschaften in Eskişehir. Zudem gewann sie dort in 54,41 s die Bronzemedaille über 400 m und auch in der 4-mal-100-Meter-Staffel sicherte sie sich in 46,95 s die Bronzemedaille. 2013 schied sie bei den Halleneuropameisterschaften in Göteborg mit 53,98 s in der ersten Runde über 400 m aus und Ende Juli gewann sie bei den Balkan-Meisterschaften in Stara Sagora in 24,07 s die Bronzemedaille über 200 m und wurde in 53,72 s Vierte über 400 m. Zudem siegte sie in 3:29,13 min in der 4-mal-400-Meter-Staffel und belegte mit der 4-mal-100-Meter-Staffel in 46,95 s den sechsten Platz. Anschließend startete sie mit der 4-mal-400-Meter-Staffel bei den Weltmeisterschaften in Moskau und verhalf dem Team zum Finaleinzug. Im Jahr darauf schied sie bei den Hallenweltmeisterschaften in Sopot mit 3:38,18 min im Vorlauf aus. Im Mai 2015 bestritt sie in Pitești ihren letzten offiziellen Wettkampf und beendete daraufhin ihre aktive sportliche Karriere im Alter von 26 Jahren.
In den Jahren von 2010 bis 2013 wurde Panainte rumänische Meisterin in der 4-mal-400-Meter-Staffel sowie von 2011 bis 2013 auch in der 4-mal-100-Meter-Staffel.

## Persönliche Bestleistungen
- 100 Meter: 11,81 (−0,7 m/s), 24. August 2013 in Bukarest
  - 60 Meter (Halle): 7,59 s, 27. Januar 2012 in Bukarest
- 200 Meter: 23,80 s (+1,0 m/s), 6. Juli 2012 in Bukarest
  - 200 Meter (Halle): 24,92 s, 26. Januar 2013 in Bukarest
- 400 Meter: 52,49 s, 8. Juni 2012 in Bukarest
  - 400 Meter (Halle): 53,23 s, 29. Januar 2013 in Wien